# Ветрова, Мария Федосьевна
Мария Федосеевна Ветрова (3 января 1870, с. Солоновка, Черниговская губерния — 12 февраля 1897, Санкт-Петербург) — русская революционерка, член «Группы народовольцев».
Совершила самосожжение в знак протеста против тюремных порядков, и её гибель вызвала ряд «ветровских демонстраций».

## Биография
Мать — казачка Александра Николаевна Ветрова, отец служил уездным нотариусом. Брак родителей не был церковным, поэтому дочь считалась внебрачной. Известно, что у Марии были родная сестра Евдокия Федосьевна (учительница в земской школе села Солоновка) и двоюродная сестра Мария.
В раннем детстве воспитывалась крестьянкой, потом — в детском приюте. Образование получила в гимназии Чернигова, которую окончила со званием «домашняя учительница». Работала учительницей в Любече (c 12 января 1889 года), с апреля 1889 года, по рекомендации Марии Константиновны Заньковецкой, — два месяца в театральной труппе Садовского Николая (Миколы) Карповича.
С 1890 по 1894 год работала учительницей в одноклассном женском училище в Азове, в 1894 году поступила на Бестужевские курсы. В 1895 году проводила летние каникулы недалеко от Ясной Поляны в деревне Бобурынки у своих знакомых, в имении профессора Джонса. Там же недалеко находился хутор Владимира Григорьевича Черткова — Деминки. Через Джонса познакомилась с Чертковым.
Она стала желанным гостем в Деминках, всем нравился прекрасный голос, каким она исполняла украинские мелодии. В один из дней, когда Ветрова гостила в Деминках, туда приехал Лев Толстой. Он с видимым удовольствием слушал её пение. Во время разговора Лев Николаевич стал убеждать Ветрову бросить греховный город и поселиться в деревне.
Ветрова сказала Толстому: «Я не совсем согласна с вами, Лев Николаевич. Для того чтобы ясно сознавать, что делать, как жить, для этого непременно приходиться учиться и даже именно в тех городах, против которых вы так ратуете. Ибо провинция наша, милая, сонная провинция, способная только разбудить потребность жизни, может быть лишь тем, что составляет слишком резкий контраст с идеалом, который рисуется юности». «Пожалуй, вы правы», — задумчиво проронил Лев Николаевич.
С осени 1895 года Ветрова учила рабочих Обуховского завода в воскресной школе. Весной 1896 года Мария снимала комнату в доме 6 по Малой Итальянской улице.
Была арестована в 6 часов утра 22 декабря 1896 года и помещена в Дом предварительного заключения, по делу Лахтинской типографии вместе с Анной Шулятиковой. 23 января переведена в тюрьму Трубецкой бастион Петропавловской крепости сначала — в 3-ю, а затем — в 7-ю (второй этаж) камеру. Допрашивавшие её жандармский офицер Шмаков, прокурор Кичин А. Е. и Семыкин, пользуясь душевной депрессией арестованной, добились от неё признания, что и привело Ветрову к роковому шагу (Меньшиков Л. П. Охрана и революция. 1928 г. т.1, стр 427).
Размышляя в тюрьме о свободе, равенстве и справедливости, она записала в дневнике: «Толстой говорит, что этих идеалов можно достигнуть личным совершенствованием каждого. Да, конечно, придется прийти к этим результатам, если под личным совершенствованием разуметь огромное влияние на развитие сознательности в окружающих». Воспитывать в окружающих (то есть в массе трудящихся) сознательных борцов за свободу и справедливость — вот это будет совершенно конкретное, а не абстрактное «самосовершенствование» (31.12.1896).
Ветрова совершила самоубийство в знак протеста против тюремных порядков (облила себя керосином из лампы для освещения в камере и подожгла себя 8 февраля 1897 года). 12 февраля в 7 часов 30 минут утра она скончалась от ожогов в тюремной больнице. В ночь на 13 февраля была похоронена. Место захоронения неизвестно.

## «Ветровские» демонстрации
4 марта 1897 года состоялась демонстрация в память Марии Ветровой. «Ветровские» демонстрации повторялись неоднократно в течение нескольких лет. Максим Горький под впечатлением об одной из «Ветровских» демонстраций написал «Песню о буревестнике». Академик Струмилин Станислав Густавович пишет (кн. «Из пережитого». Стр. 54, М. 1956 г.): «для меня, в частности, памятный день 4 марта 1897 г., когда я впервые получил боевое крещение в борьбе с царизмом и почувствовал себя гражданином, стал начальным днём всей моей дальнейшей общественной деятельности».

## Письма
Письма Ветровой к жениху Шапошникову Г. Н., написанные в 1895—1897 годах, были впервые опубликованы в журнале «Вопросы истории» (1983).